# Walther von Diest
Walther Friedrich Otto von Diest (* 21. Januar 1851 in Luckau, Brandenburg; † 19. April 1932 in Breslau) war ein preußischer Offizier und Forschungsreisender in Kleinasien.

## Leben
Walther von Diest entstammte der Familie von Diest. Er war ein Sohn des Landrats Otto von Diest (1821–1901) und der Meta von Graß (1826–1909). Sein Bruder war der spätere Generalleutnant Heinrich von Diest (1849–1924)
Nachdem er 1870 zunächst ein Jurastudium begonnen hatte, trat er nach Ausbruch des Deutsch-Französischen Krieges als Fahnenjunker in das Dragoner-Regiment Nr. 12 in Frankfurt an der Oder ein und nahm am Krieg in Frankreich teil. 1871 wurde er zum Sekondeleutnant befördert, 1872 besuchte er die Leutnants-Kriegsschule in Berlin. Ab 1876 besuchte er die Preußische Kriegsakademie in Berlin. 1879 unternahm er mit seinem Bruder Heinrich eine Reise nach Konstantinopel und in den Kaukasus. Im Januar 1881 wurde er Premier-Lieutenant im 2. Westfälischen Husaren-Regiment Nr. 11 in Düsseldorf. Im Mai 1883 wurde er als Adjutant der 13. Kavallerie-Brigade nach Münster versetzt. Im März 1887 erfolgte die Versetzung als Rittmeister und Brigade-Adjutant der 12. Kavallerie-Brigade in Neisse in Schlesien, im Juli 1887 dann die Versetzung als Eskadron-Chef der 2. Eskadron des 5. Kürassier-Regiments in Guhrau. Im Juni 1890 wurde er als Hauptmann in den Großen Generalstab in Berlin versetzt. Am 20. Mai 1892 wurde er zum Major befördert. Im Dezember 1893 wurde er als Generalstabs-Offizier zur 11. Division in Breslau versetzt, im Mai 1895 zum Dragoner-Regiment Nr. 1 in Tilsit. Im Mai 1898 erfolgte seine Ernennung zum Kommandanten des 1. Ulanen-Regiments in Militsch in Schlesien. Zum 20. März 1901 wurde er im Range eines Oberst in den Ruhestand versetzt. Diesen verbrachte er zunächst auf dem von ihm im Dezember 1900 erworbenen Rittergut Gloetzin bei Groß Rambin in Hinterpommern, das er Ende Juli 1907 wieder verkaufte. Anschließend lebte er zunächst in Wannsee.
Von Diest ist vor allem für seine Forschungsreisen in Kleinasien bekannt. Diese dienten der topographischen Aufnahme von noch unerforschten Landesteilen und der Erkundung archäologischer Fundstellen. Eine erste Reise von März bis November 1886 unternahm er auf Veranlassung Heinrich Kieperts und im Auftrag der Königlich Preußischen Akademie der Wissenschaften. Er erstellte zunächst eine Karte der Umgebung von Pergamon und reiste dann im nordwestlichen Anatolien. Begleitet wurde er von dem Offizier Otfried Prinz von Schoenaich-Carolath (1860–1914). Im Mai und Juni 1892 unternahm er eine Dienstreise zur Erkundung der Bosphorus-Dardanellen-Befestigung. Anschließend unternahm er mit Gustav Adolf von Götzen eine Reise im Gebiet des Sakarios im nördlichen Kleinasien. 1896 erfolgte eine weitere Reise durch das zentrale Kleinasien. Im Sommer 1900 reiste er in Bithynien. Im Frühjahr 1907 führte er topographisch-kartographische Studien in Nysa am Mäander durch, im Herbst 1909 forschte er dort erneut, unterstützt durch den Oberleutnant Konrad Graefinghoff (1877–19??) und den Hauptmann Harry von Coler (1872–1915) sowie den Archäologen Heinz Pringsheim, der Grabungen durchführte.
Verdienste erwarb er sich auch im Kanusport, wo er zu den Pionieren des Wanderreisens gehörte, so unternahm er etwa bereits 1881 zusammen mit seinem Freund Ernst Pfeffer von Salomon eine Rhein-Reise von Biebrich bis Antwerpen.
Walther von Diest war dreimal verheiratet. Zuerst mit Irmengrad Gräfin von Roedern, dann mit Elisabeth Freiin von Seherr Thoß. Die letzte Ehe schloss er mit Hedwig von der Marwitz-Friedersdorf, Tochter des Landrats Bernhard von der Marwitz. Aus allen drei Beziehungen waren mehrere Nachfahren.

## Veröffentlichungen (Auswahl)
Kleinasien
- Von Pergamon über den Dindymos zum Pontus (= A. Petermann's Mitteilungen aus Justus Perthes' Geographischer Anstalt Ergänzungsheft Nr. 94). Perthes, Gotha 1895 (Digitalisat)
- mit Max Anton: Neue Forschungen im nordwestlichen Kleinasien. Mit Beiträgen von Leutnant Graf Götzen, Dr. A. Körte und Dr. G. Türk (= A. Petermann's Mitteilungen aus Justus Perthes' Geographischer Anstalt Ergänzungsheft Nr. 116). Perthes, Gotha 1895 (Digitalisat; S. 1–40 Bericht von Diest).
- Von Tilsit nach Angora. Forschungsreise zweier preussischer Stabsoffiziere im Frühjahr 1896. Mit einem Anhang von E. Oberhummer (= A. Petermann's Mitteilungen aus Justus Perthes' Geographischer Anstalt Ergänzungsheft Nr. 125). Perthes, Gotha 1898 (Digitalisat).
- Der heutige Stand der Kartographie Asien. III. Die Kartographie Kleinasiens und das „itinerarische Aufnehmen“. In: Asien. Organ der Deutsch-Asiatischen Gesellschaft und der Münchner Orientalischen Gesellschaft 1, 1902, S. 117–119. 152–155. 165–169. 184–186 (Digitalisat).
- Karte des nordwestlichen Kleinasien. In vier Bättern nach eigenen Aufnahmen und unveröffentlichtem Material auf Heinrich Kiepert's Grundlage neu bearbeitet. Verlagsbuchhandlung Alfred Schall, Berlin 1903.
- Die Landschaft zwischen Nicaea und Nicomedia (Erkundung vom Sommer 1900). In: Asien. Organ der Deutsch-Asiatischen Gesellschaft und der Münchner Orientalischen Gesellschaft 2, 1903, S. 149–153, 172–192.
- Quer durch Karien. In: A. Petermann's Mitteilungen aus Justus Perthes' Geographischer Anstalt 55, 1909, 169–177 (Digitalisat), 216–223 (Digitalisat), 264–269 (Digitalisat).
- Die Kartographie in der Türkei. In: Zeitschrift der Gesellschaft für Erdkunde zu Berlin 1910, S. 430–447.
- mit Max Groll: Wand-Karte des osmanischen Reiches. Gea-Verlag, Berlin 1912.[2]
- Das Osmanische Reich einst und jetzt. Vortrag, gehalten in der Militärischen Gesellschaft zu Berlin am 20. März 1912. In: Beiheft zum Militär Wochenblatt 1912, 5. und 6. Heft, S. 111–152.
- Nysa ad Maeandrum. Nach Forschungen und Aufnahmen in den Jahren 1907 und 1909 (= Jahrbuch des Kaiserlichen Deutschen Archäologischen Instituts Ergänzungsheft 10). Unter Mitwirkung von Harry von Coler, Konrad Graefinghoff, Friedrich Freiherrn Hiller von Gaertringen, Heinrich Pringsheim und Kurt Regling. Reimer, Berlin 1913 (Digitalisat).
- Die Dardanellen im Weltkrieg. In: Zeitschrift der Gesellschaft für Erdkunde zu Berlin 51, 1916, S. 193–221.

Kanufahrten
- Von Biebrich nach Antwerpen. Eine freie Rheinfahrt. Voß, Düsseldorf 1883 (Digitalisat; Neudrucke Pollner, Oberschleißheim 1998, ISBN 978-3-925660-73-3; Salzwasser-Verlag, Paderborn 2013, ISBN 978-3-86195-722-5).
- Bei Kriegsbeginn in Feindesland, Schottische Kajak-Reise Juli 1914. Verlag Dr. Wedekind & Co., Berlin 1916.

Genealogisches
- Geschichte der Familie von Diest. Kolberg in Pommern 1926 (Digitalisat).
- Geschichte der Familie von der Marwitz. Kolberg in Pommern 1929 (Digitalisat).